# Tornei di tennis maschili nel 1882
Prima della nascita della cosiddetta "Era Open" del tennis, ossia l'apertura ai tennisti professionisti degli eventi più importanti, tutti i tornei erano riservati ad atleti dilettanti. Nel 1882 tutti i tornei erano amatoriali, tra questi c'erano i tornei del Grande Slam: il Torneo di Wimbledon, e gli U.S. National Championships.
Nel 1882 venne disputata la 6ª edizione del Torneo di Wimbledon questo vide la seconda vittoria di William Renshaw vincitore nel challenge round sul fratello Ernest Renshaw per 6–1, 2–6, 4–6, 6–2, 6–2; quest'ultimo si era imposto nella finale del torneo preliminare sul britannico Richard Richardson per 6–5, 6–3, 2–6, 6–3. William Renshaw nel corso della sua carriera avrebbe vinto in totale 7 edizioni del Torneo di Wimbledon stabilendo un record che detiene insieme a Pete Sampras e Roger Federer.

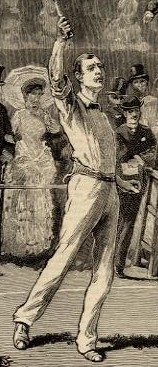
William Renshaw vincitore della 6ª edizione del Torneo di Wimbledon

Nel 1882 venne disputato anche la quarta edizione dell'Irish Championships anche in questo caso s'impose il britannico William Renshaw che sconfisse in finale Ernest Renshaw per 6-1 6-4 6-3. Nello U.S. National Championships, (oggi conosciuto come US Open) tenutosi sui campi in erba del Newport Casino di Newport negli Stati Uniti nel singolare maschile s'impose ancora lo statunitense Richard Sears, che sconfisse nel challenge round il connazionale Clarence Clark in 3 set col punteggio di 6-1 6-4 6-0. Oltre al torneo di singolare maschile, a differenza di Wimbledon, si disputò anche il torneo di doppio dove si sono imposti lo stesso Sears e James Dwight che in finale hanno battuto Arthur Newbold e Crawford Nightingale 6-5 6-4, 6-5.

## Calendario

### Gennaio
Nessun evento

### Febbraio
Nessun evento

### Marzo
Nessun evento

### Aprile
Nessun evento

### Maggio
| Settimana | Torneo                                                       | Vincitore                | Finalista      | Semifinalisti | Eliminati ai quarti |
| --------- | ------------------------------------------------------------ | ------------------------ | -------------- | ------------- | ------------------- |
| Maggio    | Irish Championships 1882 Dublino, Irlanda Singolare - Doppio | William Renshaw walkover | Ernest Renshaw |               |                     |
| Maggio    | Irish Championships 1882 Dublino, Irlanda Singolare - Doppio |                          |                |               |                     |

### Giugno
| Settimana | Torneo                                                                           | Vincitore                               | Finalista                  | Semifinalisti | Eliminati ai quarti |
| --------- | -------------------------------------------------------------------------------- | --------------------------------------- | -------------------------- | ------------- | ------------------- |
| 24 giugno | Prince's Club Championships 1882 Londra, Gran Bretagna Singolare - Doppio        | Ernest Renshaw 6-2 7-5 2-6 6-4          | Peter Aungier              |               |                     |
| 24 giugno | Prince's Club Championships 1882 Londra, Gran Bretagna Singolare - Doppio        |                                         |                            |               |                     |
| giugno    | London Athletic Club Championships 1882 Londra, Gran Bretagna Singolare - Doppio | Herbert Lawford 6-1 4-6 6-2 6-3         | Otway Edward Woodhouse     |               |                     |
| giugno    | London Athletic Club Championships 1882 Londra, Gran Bretagna Singolare - Doppio |                                         |                            |               |                     |
| giugno    | Northern Championships 1882 Liverpool, Gran Bretagna Singolare - Doppio          | Richard Richardson 6-1 3-6 5-7 6-4 11-9 | Ernest Renshaw             |               |                     |
| giugno    | Northern Championships 1882 Liverpool, Gran Bretagna Singolare - Doppio          |                                         |                            |               |                     |
| giugno    | West of England Championships 1882 Bath, Gran Bretagna Singolare - Doppio        | George Montague Butterworth 6-4 6-4     | Alexander Kaye Butterworth |               |                     |
| giugno    | West of England Championships 1882 Bath, Gran Bretagna Singolare - Doppio        |                                         |                            |               |                     |

### Luglio
| Settimana | Torneo                                                                                  | Vincitore                           | Finalista                 | Semifinalisti | Eliminati ai quarti |
| --------- | --------------------------------------------------------------------------------------- | ----------------------------------- | ------------------------- | ------------- | ------------------- |
| 17 luglio | Torneo di Wimbledon 1882 Londra, Gran Bretagna Singolare                                | William Renshaw 6-1 2-6 4-6 6-2 6-2 | Ernest Renshaw            |               |                     |
| 20 luglio | Scottish Championships 1882 Edimburgo, Gran Bretagna Singolare - Doppio                 | John Galbraith Horn 6-2 4-6 6-2 6-3 | Francis Archibald Fairlie |               |                     |
| 20 luglio | Scottish Championships 1882 Edimburgo, Gran Bretagna Singolare - Doppio                 |                                     |                           |               |                     |
| 26 luglio | Northumberland Championships 1882 Newcastle upon Tyne, Gran Bretagna Singolare - Doppio | E.A. Simpson 6-5 6-4                | Minden Fenwick            |               |                     |
| 26 luglio | Northumberland Championships 1882 Newcastle upon Tyne, Gran Bretagna Singolare - Doppio |                                     |                           |               |                     |

### Agosto
Nessun evento

### Settembre
| Settimana   | Torneo                                                                           | Vincitore                              | Finalista                         | Semifinalisti | Eliminati ai quarti |
| ----------- | -------------------------------------------------------------------------------- | -------------------------------------- | --------------------------------- | ------------- | ------------------- |
| 2 settembre | U.S. National Championships 1882 Newport, Stati Uniti Singolare - Doppio         | Richard Sears 6-1 6-4 6-0              | Clarence Clark                    |               |                     |
| 2 settembre | U.S. National Championships 1882 Newport, Stati Uniti Singolare - Doppio         | Richard Sears James Dwight 6-2 6-4 6-4 | Crawford Nightingale George Smith |               |                     |
| Settembre   | South of England Championships 1882 Eastbourne, Gran Bretagna Singolare - Doppio | William Taylor 8-6 6-2 3-6 6-3         | Teddy Williams                    |               |                     |
| Settembre   | South of England Championships 1882 Eastbourne, Gran Bretagna Singolare - Doppio |                                        |                                   |               |                     |

### Ottobre
Nessun evento

### Novembre
| Settimana  | Torneo                                                               | Vincitore                 | Finalista             | Semifinalisti | Eliminati ai quarti |
| ---------- | -------------------------------------------------------------------- | ------------------------- | --------------------- | ------------- | ------------------- |
| 6 novembre | Victorian Championships 1882 Melbourne, Australia Singolare - Doppio | L. Keyser 4-6 6-1 6-2 7-5 | Louis Australia Whyte |               |                     |
| 6 novembre | Victorian Championships 1882 Melbourne, Australia Singolare - Doppio |                           |                       |               |                     |

### Dicembre
Nessun evento